# Procureur général de l'Illinois
Le procureur général de l’Illinois (en anglais Illinois Attorney General) est l’officier judiciaire le plus haut placé de l’État américain d’Illinois. 

## Rôle et fonctionnement
Ce poste était à l’origine nommé par le gouverneur de l’État, il est désormais élu au suffrage universel. Basé à Chicago et à Springfield, l’Attorney General est chargé de conseiller en matière de droit diverses agences d’État incluant comme le gouverneur ou l’Assemblée générale. Le procureur général conduit aussi toutes les affaires légales se rapportant à l’État. 
La fonction d’Illinois Attorney General a été établie le 3 décembre 1818 à la suite de directives adoptées selon une convention constitutionnelle d'État. La première personne à exercer cette fonction fut Daniel Pope Cook qui a servi seulement onze jours après son élection à la Chambre des représentants ; le comté de Cook est nommé d’après lui.
L’Illinois Attorney General est normalement second dans la ligne de succession du gouverneur, après le lieutenant-gouverneur. Jusqu’aux élections de 2010, le poste de lieutenant-gouverneur étant vacant, Lisa Madigan était première dans la ligne de succession du gouverneur.

## Liste des procureurs généraux
- Daniel Pope Cook 1819
- William Mears 1819-1821
- Samuel D. Lockwood 1821-1822
- James Turney 1822-1829
- George Forquer 1829-1832
- James Semple 1833-1834
- Ninian W. Edwards 1834-1835
- Jesse B. Thomas, Jr. 1835-1836
- Walter B. Scates 1836-1837
- Usher F. Linder 1837-1838
- George W. Olney 1838-1839
- Wickliffe Kitchell 1839-1840
- Josiah Lamborn 1840-1843
- James A. McDougall 1843-1846
- David B. Campbell 1846-1848
- Robert G. Ingersoll 1867-1869
- Washington Bushnell 1869-1873
- James K. Edsall 1873-1881
- James McCartney 1881-1885
- George Hunt 1885-1893
- Maurice T. Moloney 1893-1897
- Edward C. Akin 1897-1901
- Howland J. Hamlin 1901-1905
- William H. Stead 1905-1913
- Patrick J. Lucy 1913-1917
- Edward J. Brundage 1917-1925
- Oscar E. Carlstrom 1925-1933
- Otto Kerner, Sr. 1933-1938
- John Edward A. Cassidy 1938-1941
- George F. Barrett 1941-1949
- Ivan A. Elliott 1949-1953
- Latham Castle 1953-1959
- Grenville Beardsley 1959-1960
- William L. Guild 1960-1961
- William G. Clark 1961-1969
- William J. Scott 1969-1980
- Tyrone C. Fahner 1980-1983
- Neil Hartigan 1983-1991
- Roland W. Burris 1991-1995
- Jim Ryan 1995-2003
- Lisa Madigan 2003-2019
- Kwame Raoul, depuis 2019

## Élections

### Résultats

#### 1998

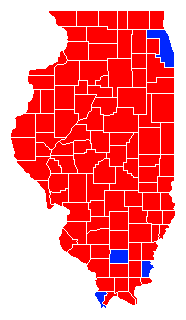
Élection de 1998 :
Comtés remportés par Jim Ryan
Comtés remportés par Miriam Santos

| Candidat         | Parti          | Voix      | Proportion |
| ---------------- | -------------- | --------- | ---------- |
| Jim Ryan (réélu) | Républicain    | 2 026 781 | 60,92 %    |
| Miriam Santos    | Démocrate      | 1 242 979 | 37,36 %    |
| Jesse Dowell     | Reform[Quoi ?] | 56 944    | 1,71 %     |

#### 2002

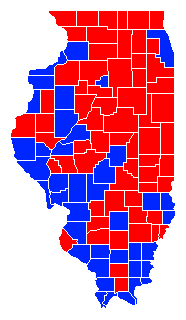
Élection de 2002 :
Comtés remportés par Lisa Madigan
Comtés remportés par Joe Birkett

| Candidat            | Parti       | Voix      | Proportion |
| ------------------- | ----------- | --------- | ---------- |
| Lisa Madigan (élue) | Démocrate   | 1 762 949 | 50,39 %    |
| Joe Birkett         | Républicain | 1 648 003 | 47,10 %    |
| Gary Shilts         | Libertarien | 87 949    | 2,51 %     |

#### 2006

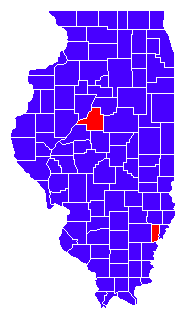
Élection de 2006 :
Comtés remportés par Lisa Madigan
Comtés remportés par Stewart Umholtz

| Candidat              | Parti       | Voix      | Proportion |
| --------------------- | ----------- | --------- | ---------- |
| Lisa Madigan (réélue) | Démocrate   | 2 521 113 | 72,45 %    |
| Stewart Umholtz       | Républicain | 843 903   | 24,25 %    |
| David Black           | Vert        | 114 796   | 3,30 %     |

#### 2010
| Candidat              | Parti       | Voix      | Proportion |
| --------------------- | ----------- | --------- | ---------- |
| Lisa Madigan (réélue) | Démocrate   | 2 397 723 | 64,72 %    |
| Steve Kim             | Républicain | 1 172 427 | 31,65 %    |
| David Black           | Vert        | 80 004    | 2,16 %     |
| William Malan         | Libertarien | 54 532    | 1,47 %     |

## Informations externes
- Site officiel du procureur général de l’Illinois

### Sources
1. ↑  Élections de 1998
2. ↑  Élections de 2002
3. ↑  Élections de 2006
4. ↑  Élections de 2010